# Closterus skidmorei
Closterus skidmorei là một loài bọ cánh cứng trong họ Cerambycidae.